# اولجیات اولونا
اولجیات اولونا (به ایتالیایی: Olgiate Olona) یک کومونه در ایتالیا است که در استان وارزه واقع شده‌است. اولجیات اولونا ۷ کیلومتر مربع مساحت و ۱۰٬۸۰۱ نفر جمعیت دارد و ۲۳۵ متر بالاتر از سطح دریا واقع شده‌است.